# 阿馬拉加迪

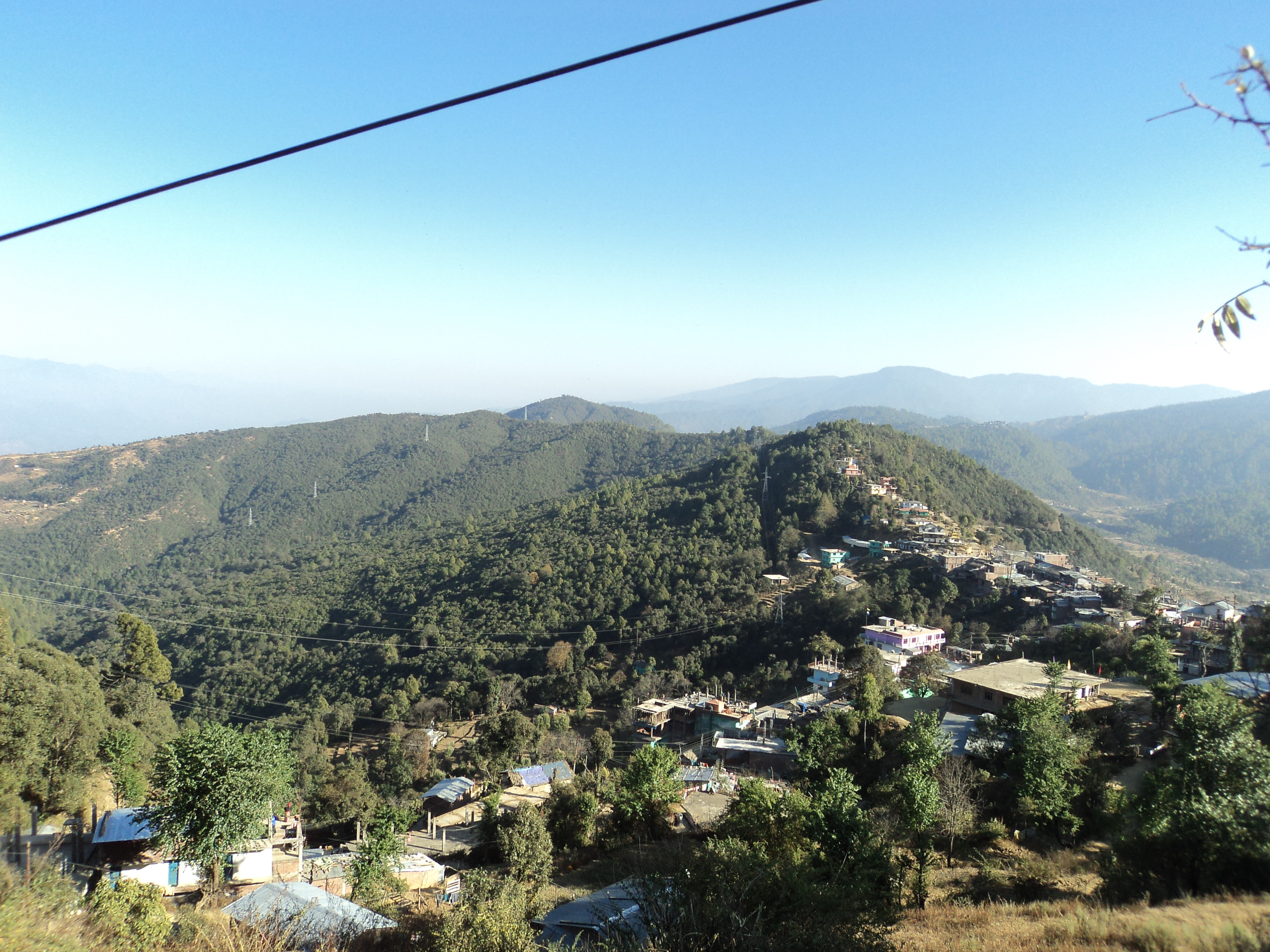
阿馬拉加迪

阿馬拉加迪是尼泊爾的城鎮，位於該國西部，由遠西省負責管轄，海拔高度1,885米，該鎮取名於出戰英國與尼泊爾戰爭中的將軍，2011年人口21,245。
29°18′00″N 80°34′47″E / 29.3°N 80.5797°E